# Cerura fasciata
Cerura fasciata är en fjärilsart som beskrevs av Schultz. 1908. Cerura fasciata ingår i släktet Cerura och familjen tandspinnare. Inga underarter finns listade i Catalogue of Life.